# Богохульство
Богоху́льство (від Бог і д.-рус хула, ст.-слав хѹла; грец. βλασφημία) — нешанобливе використання імені Бога або богів, а також наругу будь-яких об'єктів релігійного поклоніння і шанування.
За юдейським, християнським і мусульманським віруваннями є гріхом.
У різні періоди історії і в різних народів це поняття розумілося по-різному і в різній мірі переслідувалося згідно із законом.

## Сучасність

Історичні обмеження
Місцеві обмеження
Штрафи та обмеження
В'язничні терміни
Смертна кара
Немає

У кримінальних законах багатьох країн поняття «богохульство» було замінено на «образу релігійних почуттів», тяжкість покарання за яку істотно менше, ніж у минулі часи за богохульство.
У липні 2015 року парламент Ісландії скасував покарання за богохульство, яке діяло в країні з 1940 року. В Ірландії в 2010 році богохульство стало кримінальним злочином, за яке загрожує штраф до 25000€ (відомостей про притягнення до відповідальності за цим складом злочину на 2017 рік немає)! У Фінляндії за богохульство в 1966 році був засуджений Ханну Салама.
Проте, в ряді країн богохульство досі залишається злочином, за який може бути призначено покарання аж до смертної кари. Така ситуація в ісламських державах. В ісламі хула на Бога визнається одним із найтяжчих гріхів (поряд з віровідступництвом), і за шаріатським правом вона карається смертною карою через побиття камінням. Великий резонанс в світі викликав в 2010 році смертний вирок, винесений в Пакистані за богохульство християнці Асії Норін.